# Micromonodon saharator
Micromonodon saharator är en stekelart som beskrevs av Aubert 1995. Micromonodon saharator ingår i släktet Micromonodon och familjen brokparasitsteklar. Inga underarter finns listade i Catalogue of Life.